# 梅利桑德 (耶路撒冷女王)

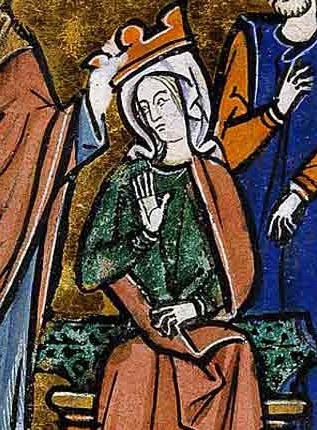
梅利桑德（耶路撒冷）

梅利桑德（法語：Mélisende，1105年—1161年9月11日），耶路撒冷女王（1131年－1153年）。
梅利桑德是鲍德温二世和亚美尼亚公主莫菲亚的長女。她的名字取自她的祖母蒙萊里的梅利桑德，勒泰勒伯爵于格一世之妻。梅利桑德有三个妹妹：安條克公爵夫人艾丽斯、的黎波里伯爵夫人霍迪尔娜（Hodierna）和伯大尼的伊奥维塔。
1131年鲍德温二世去世，梅利桑德作为王室血统的继承人即位为耶路撒冷女王，她的夫婿富尔克与她一起执政。
富尔克在1143年的一次打猎行动中不幸坠马身亡。此时伊斯兰的赞吉王朝攻取了埃泽萨。这一事件引起了1147年的第二次十字军东征。
1153年，梅利桑德退位，儿子鲍德温三世即位。
| 前任： 鲍德温二世 | 耶路撒冷女王 1131年－1153年 (1131年－1143年与安茹的富尔克共治， 1143年－1153年与鲍德温三世共治) | 繼任： 鲍德温三世 |